# Famille Surian
Pour les articles homonymes, voir Surian.
 (juillet 2024).
La famille Surian est une famille patricienne de Venise.

## Historique

### Première branche (de la Venise duXIIesiècleà la Provence contemporaine)
Elle était à l'origine une famille de chrétiens jacobites, à l’époque des premières croisades, qui possédait et administrait la seigneurie de Suro (aujourd’hui Tyr) sous souveraineté vénitienne, puisque depuis 1124, ces derniers contrôlaient la troisième part de la ville et du territoire (Pactum Warmundi, 1124). Cette famille portait pour armes « d'or à une bande échiquetée de trois rangs d'échecs d'argent et de sable » et pour devise « Rura, domus, nummi, felix hinc gloria fluxit ».
Lors de la guerre entre les Génois et les Vénitiens en 1255 les Surian se divisèrent. Les uns rentrèrent à Venise et à Rimini où ils possédaient des fiefs avec de grandes richesses.
Ils figuraient déjà au nombre des patrices et des nobles de Venise au moment du premier changement constitutionnel oligarchique en 1297. Les Surian étaient déjà admis Maggior Consiglio en 1122 selon un « privilège » accordé par le doge Domenico Michiel à la commune de Bari. Cet acte est conservé dans le Trésor de la basilique de S.Nicolas à Bari (Carta Normanna n. 62).

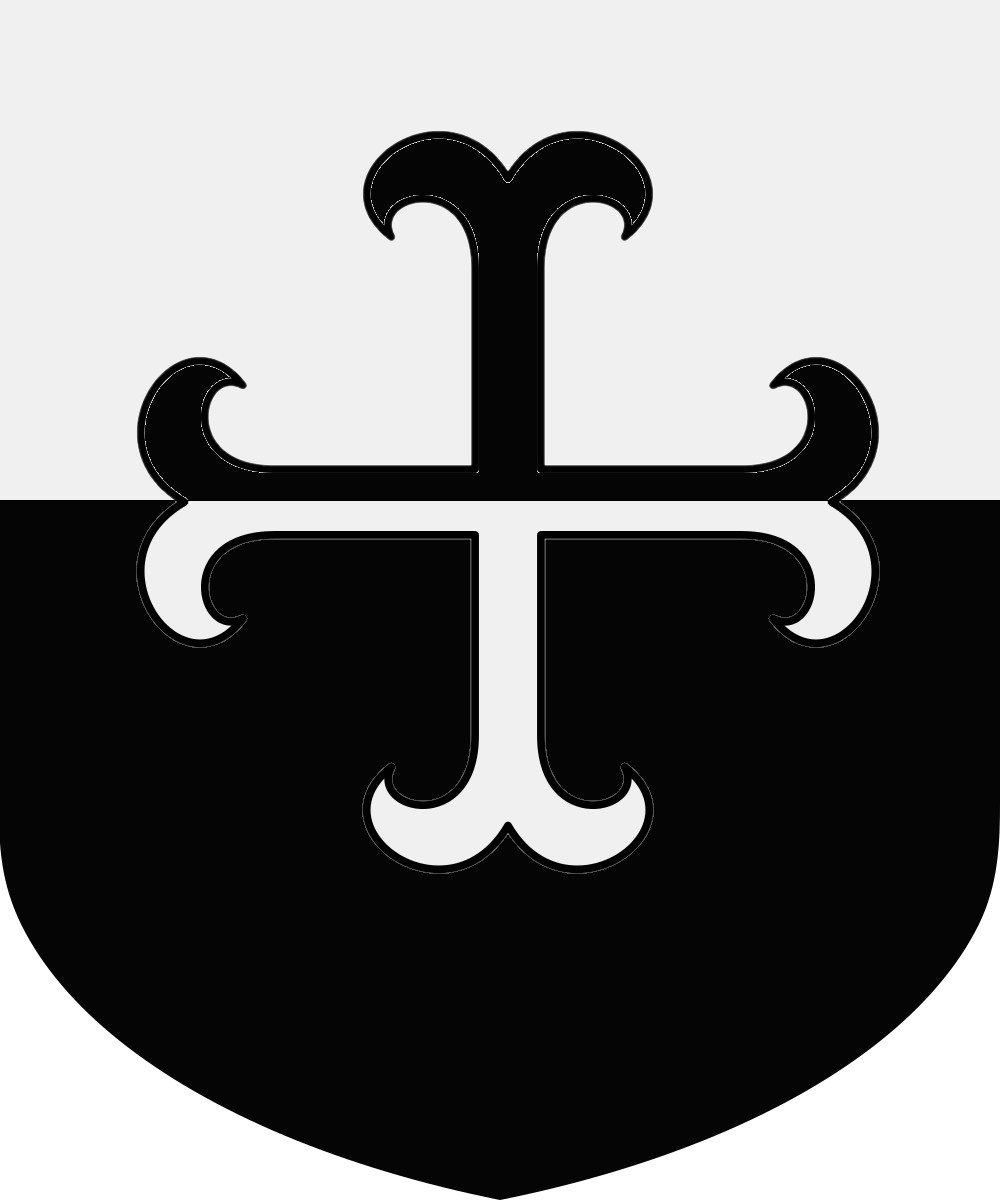
Armes des Surian de Bras.

Cette famille fut admise au Sénat en 1298. Ils prirent à Venise pour armes en 1262 « coupé d'argent sur sable, à une croix ancrée de l'un en l'autre » et pour devise « Presto dimenticare e presto ricordare ». Cette branche auparavant vivait dans l'ordre de la chancellerie qui fournit les secrétaires, les résidents et les chanceliers à la République ainsi que de nombreux sénateurs et ambassadeurs.
De cette famille éteinte à Venise au XVe siècle est issue la branche provençale anoblie en 1777 « de Surian de Bras » qui étaient les seigneurs des marquisats de Bras et de Montvert dans le Var. Cette riche famille donna à la France de nombreux consuls, un premier échevin de Marseille (Joachim de Surian) et d'Arles, un évêque de Vence qui fut membre de l’Académie française : Mgr Jean-Baptiste Surian ; un député, collectionneur et membre de l’Académie de Marseille : Alfred de Surian, le commandant Gustave de Surian, marquis de Surian-Bras dont la fille épouse le comte Olivier d’Ormesson, député.

### Deuxième branche (1304-1630)

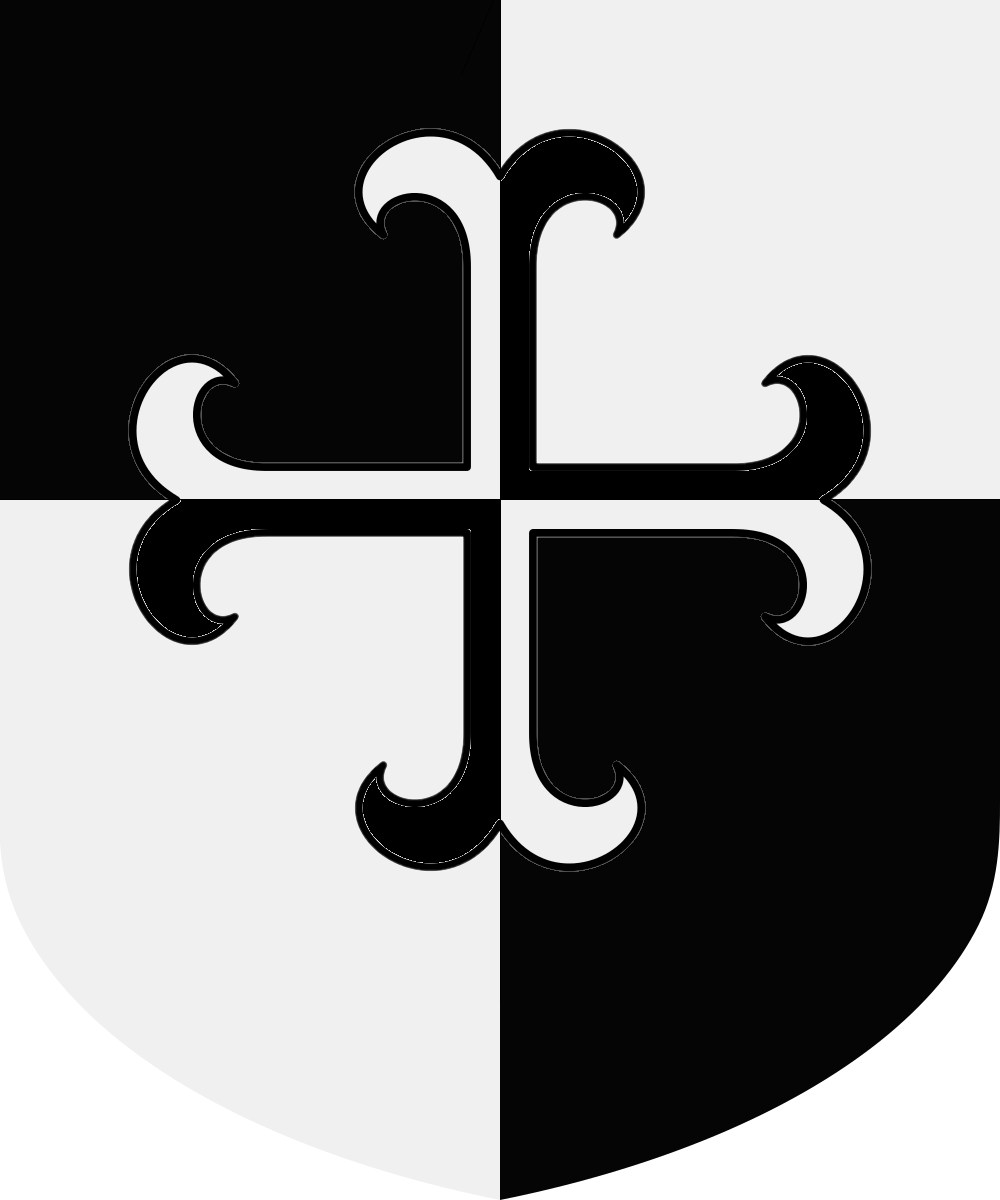
Armes de la 2e branche.

Les autres qui prirent pour armes « écartelé de sable et d'argent, à une croix ancrée de l'un en l'autre » furent expulsés de Tyr par Philippe de Montfort qui profita de cette guerre pour chasser les Vénitiens de Tyr en signant avec les Génois un traité d’alliance contre eux, les Surian se réfugièrent alors à Saint-Jean-d'Acre avec d’autres familles vénitiennes. C’est en 1291 lors de la perte du royaume de Jérusalem que cette famille rentre définitivement à Venise. Admise au Maggior Consiglio en 1304, ces Surian ce sont immédiatement définis “altra famiglia” (une autre famille). Mais ces deux familles avaient les mêmes armes et la même devise mystérieuse. Voir : Biblioteca Marciana, “Cronaca Veneta” attribuita a Gasparo Zancaruolo, IT VII, 49-50, 9274-9275 ; code d’environ 1440). Cette branche a donné des sujets de réputation. En 1310, ils participèrent à la défense de la République en contribuant à éventer la fameuse conjuration de Tiepolo. Antonio Surian fut le 8e patriarche de Venise de 1504 à 1508. Il semble que cette famille se soit éteinte en 1630, à la mort de Nicolò Surian.

### Troisième branche (1458-1697)
Une troisième famille Surian est arrivée à Venise en 1458, avec un Jacopo Suriano, provenant de Rimini. Riche famille de fameux médecins et de licenciés en droit, elle est tout de suite devenue Suriano et obtient la Cittadinanza Originaria (citoyenneté originaire) qui lui a permis d’avoir accès à la carrière de Secrétaires de la République. Ainsi, en 1586, un Andrea Surian de cette famille est élu “Cancellier Grando” (Grand Chancelier) et, en 1648, son petit-fils Domenico Surian est quant à lui admis au Maggior Consiglio, et acquit donc la noblesse vénitienne, avec sa descendance. Il offre à la République l’énorme somme de 100 000 ducats. Il s’agit dont d’une famille fatta per soldo (faite [noble] par l'argent), c’est-à-dire qui avait acquis la noblesse. Mais cette famille ne fait qu’une à l’origine avec les deux précédentes. Elle avait déjà à son arrivée à Venise les armes et la devise portée jusqu’en 1262 par tous les Surian de Tyr et d’Acre soit « d'or à une bande échiquetée de trois rangs d'échecs d'argent et de sable » et pour devise « Rura, domus, nummi, felix hinc gloria fluxit. » On les trouve inscrites sur le sépulcre monumental de Jacopo Suriano, mort en 1499, dans l’église de Santo Stefano. Cette famille s’est éteinte avec les frères ambassadeurs Marco et Antonio Surian, morts en 1696 et 1697 sans descendance légitime et célibataires.

## Demeures

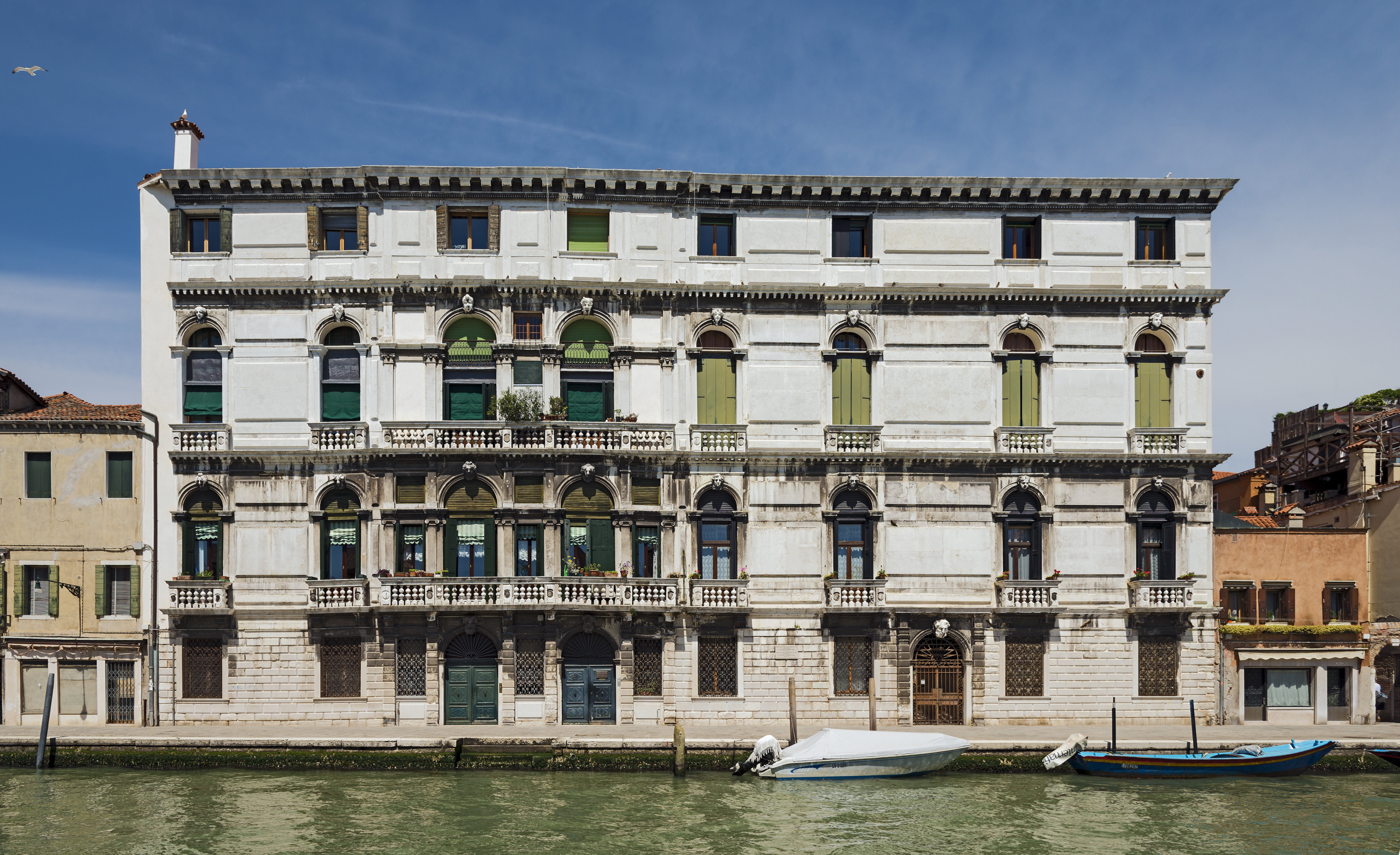
Palais Surian Bellotto.

- Palais Surian Bellotto
- Palais Surian al Malcanton